# La Bañeza (Gerichtsbezirk)
Der Gerichtsbezirk La Bañeza ist einer der sieben Gerichtsbezirke in der Provinz León.
Der Bezirk umfasst 33 Gemeinden auf einer Fläche von 1.442,98 km² mit dem Hauptquartier in La Bañeza.

## Gemeinden
| Gemeinde                      | Einwohner (2024) | Fläche km² | Dichte Einw./km² | Cod INE | Postleitzahl |
| ----------------------------- | ---------------- | ---------- | ---------------- | ------- | ------------ |
| Alija del Infantado           | 573              | 52,31      | 11               | 24003   | 24761        |
| La Antigua                    | 328              | 54,70      | 6                | 24005   | 24796        |
| La Bañeza                     | 10.023           | 19,71      | 509              | 24010   | 24750        |
| Bercianos del Páramo          | 522              | 35,09      | 15               | 24017   | 24252        |
| Castrillo de la Valduerna     | 143              | 23,51      | 6                | 24044   | 24721        |
| Castrocalbón                  | 913              | 88,30      | 10               | 24046   | 24760        |
| Castrocontrigo                | 669              | 194,49     | 3                | 24047   | 24735        |
| Cebrones del Río              | 435              | 21,21      | 21               | 24053   | 24769        |
| Destriana                     | 424              | 56,22      | 8                | 24066   | 24730        |
| Laguna Dalga                  | 626              | 38,41      | 16               | 24087   | 24248        |
| Laguna de Negrillos           | 1.046            | 71,80      | 15               | 24088   | 24234        |
| Palacios de la Valduerna      | 353              | 20,42      | 17               | 24108   | 24764        |
| Pobladura de Pelayo García    | 354              | 20,17      | 18               | 24113   | 24249        |
| Pozuelo del Páramo            | 392              | 36,23      | 11               | 24117   | 24796        |
| Quintana del Marco            | 319              | 23,38      | 14               | 24124   | 24762        |
| Quintana y Congosto           | 416              | 88,34      | 5                | 24125   | 24767        |
| Regueras de Arriba            | 264              | 11,35      | 23               | 24127   | 24763        |
| Riego de la Vega              | 714              | 35,40      | 20               | 24131   | 24794        |
| Roperuelos del Páramo         | 499              | 54,46      | 9                | 24136   | 24791        |
| San Adrián del Valle          | 84               | 15,84      | 5                | 24141   | 24797        |
| San Cristóbal de la Polantera | 625              | 24,56      | 25               | 24144   | 24359        |
| San Esteban de Nogales        | 243              | 32,24      | 8                | 24146   | 24760        |
| San Pedro Bercianos           | 226              | 23,51      | 10               | 24150   | 24252        |
| Santa Elena de Jamuz          | 1.015            | 62,34      | 16               | 24154   | 24762        |
| Santa María de la Isla        | 443              | 12,75      | 35               | 24155   | 24795        |
| Santa María del Páramo        | 2.999            | 20,08      | 149              | 24157   | 24240        |
| Soto de la Vega               | 1.493            | 23,58      | 63               | 24166   | 24768        |
| Urdiales del Páramo           | 449              | 32,84      | 14               | 24174   | 24248        |
| Valdefuentes del Páramo       | 306              | 24,17      | 13               | 24176   | 24253        |
| Valdevimbre                   | 894              | 68,01      | 13               | 24187   | 24230        |
| Villamontán de la Valduerna   | 683              | 57,15      | 12               | 24216   | 24766        |
| Villazala                     | 596              | 45,42      | 13               | 24228   | 24763        |
| Zotes del Páramo              | 402              | 53,94      | 7                | 24230   | 24791        |
| Gerichtsbezirk La Bañeza      | 29.471           | 1.442,98   | 20               | –       | –            |

Auf dem Gebiet des Gerichtsbezirk befinden sich noch die folgenden zwei gemeindefreien Gebiete (Comunidades) auf einer Gesamtfläche von 1,05 km²:
| Comunidad                                  | Fläche   |
| ------------------------------------------ | -------- |
| Comunidad de Castrotierra de la Valduerna: | 0,65 km² |
| Comunidad Villazala-Soto de la Vega:       | 0,40 km² |